# Туф Фіш-Каньйон

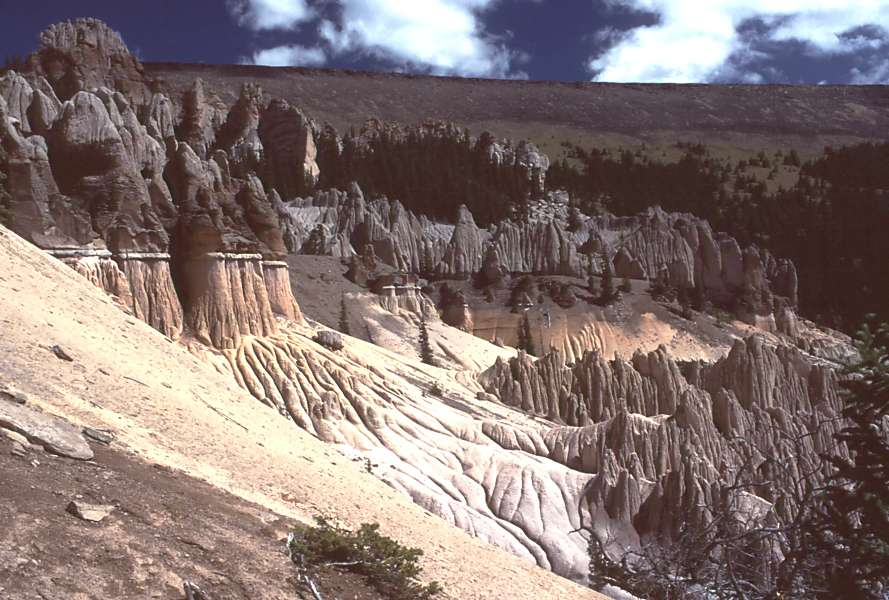
Туф Фіш-Каньйон

Фіш-Каньйон Туф — це великий потік вулканічного попелу або родовище  ігнімбриту, що утворилося в результаті найбільшого з відомих вибухових вивержень на Землі, яке оцінюється у 5000 км3. (див. Список найбільших вулканічних вивержень). Виверження Фіш-Каньйон Туф було зосереджено в кальдері Ла-Гаріта на південному заході Колорадо; Сама кальдера утворилася б в результаті обвалення, в результаті виверження. Дослідження туфу показують, що все це належить до одного виверження завдяки однорідному об'ємно-хімічному складу (SiO2=об'ємом 67,5–68,5% (дацит), матриксом 75–76% (ріоліт) і постійним вмістом фенокрист (35–50%) і мінералогічним складом (первинними фенокристами є плагіоклаз, санідин, кварц, біотит, рогова обманка, сфен, апатит, циркон, оксиди Fe-Ti). Цей туф і виверження є частиною більшого  вулканічного поля Сан-Хуан та  спалаху ігнімбриту олігоценових Південних  Скелястих гір.
Виверження туфу Фіш-Каньйон сталося близько 28 мільйонів років тому.

## Детально
Понад 5000 км3 майже однорідного за складом багатого кристалами дациту (~68 мас.% SiO2 : ~45% Pl + Kfs + Qtz + Hbl + Bt + Spn + Mag + Ilm + Ap + Zrn + Po) вивержено з Фіш-Каньйон Туф магматичне тіло протягом трьох фаз: (1) прекальдера Пагоса Пік Дацит (незвичайне погано фрагментоване пірокластичне родовище, ~200 км 3 ); (2) син-колапс Туф Фіш-Каньйон (один з найбільших відомих ігнімбритів, ~5000 км3 ); (3) дацит Нутрас Крік після обвалення (об’ємно невелика лава). Пізня еволюція магми Фіш-Каньйону характеризується омолодженням майже солідусного інтрузивного тіла верхньої кори (переважно кристалічної каші) батолітових розмірів. Необхідне теплове надходження було забезпечено неглибоким вторгненням більш основної магми, представленої на поверхні розрідженими  андезитовими анклавами в туфі Фіш-Каньйону, що відбувся пізнім виверженням, і посткальдерним Уерто Андезитом. Затверділі межі цієї  інтрузії представлені голокристалічними ксенолітами з мінералогією та хімічним складом Фіш-Каньйону та широко розсіяними частково переплавленими полімінеральними агрегатами, але плавлення дегідратації не було важливим механізмом омолодження магми Фіш-Каньйону. Основна магма, що лежить в основі, могла утворити рідини, багаті H 2 O–F–S–Cl, які плавилися в кристалічній каші, що лежить вище. Проявами пізньої еволюції магми з високими температурами є: (1) резорбований кварц, а також  польові шпати, що демонструють широкий спектр текстур, що вказує як на резорбцію, так і на ріст, включаючи текстури Рапаківі та зону зворотного росту (An 27–28 до An 32– 33 ) на краях багатьох фенокристів плагіоклазу; (2) високий вміст Sr, Ba та Eu в матричному склі ріоліту з високим вмістом SiO2 , що не сумісно з екстремальною фракційною кристалізацією польового шпату; (3) осциляційне та зворотне зонування росту до країв багатьох фенокристів рогової обманки еуедра (до краю збільшується від ~5·5–6 до 7·7–8·5 мас. % Al2 O3 ). Однорідність складу магми в масштабі камери, що контрастує з екстремальними текстурними та хімічними складнощами в сантиметрово-міліметровому масштабі, узгоджується з динамічним середовищем, де кристали з різними історіями росту та резорбції були зіставлені незадовго до виверження конвективними потоками.
Туф Фіш-Каньйон є продуктом найбільшого задокументованого пірокластичного виверження (Lipman et al., 1970; Уїтні і Штормер, 1985; Lipman, 2000) і архетипний приклад групи об'ємних кремнієвих ігнімбритів, яких Хілдрет (1981) називає «одноманітними проміжними». Ці переважно дацитові магми важливі для розуміння магматизму кори не тільки тому, що вони є найбільшими відомими проявами вибухового вулканізму на Землі (від кількох сотень км3 до >5000 км3 для одного виверження), але й тому, що такі покриви попелу забезпечують зв'язок між плутонічним і вулканічним світами. Дійсно, вони нагадують вивержені батоліти в тому сенсі, що вони мають порівнянний об'єм, зустрічаються в тих же тектонічних умовах і характеризуються високим вмістом кристалів (∼40-50%), близькими до суцільних мінеральних скупчень і відсутністю доказів композиційного районування в магматичних камерах до виверження (Francis et al., 1989; de Silva, 1991).
Одними з найбільш суперечливих питань у вивченні кремнієвого магматизму є теплова еволюція та час перебування великих магматичних тіл верхньої кори, а також те, чи кремнієва магма генерується переважно кристалічним фракціонуванням або плавленням вже існуючого матеріалу кори. Зокрема, обговорювалося питання про час перебування магми у верхній частині кори (див. Halliday, 1990; Материнство, 1990; Sparks et al., 1990; Reid і співавт., 1997; Браун і Флетчер, 1999; Reid & Coath, 2000), дотримуючись висновку, заснованого на даних Rb-Sr і 40Ar/39Ar з системи Лонг-Веллі (Halliday et al., 1989; van den Bogaard & Schirnick, 1995), що кремнієві магматичні тіла верхньої кори можуть залишатися частково розплавленими протягом періодів >1 млн років.  Визнаючи складність підтримки великого магматичного тіла у рідкому стані у верхній корі протягом такого тривалого періоду, була запропонована альтернативна модель, в якій магматична камера епізодично нагрівається, з періодами кристалізації, що чергуються з періодами часткового переплавлення після надходження нової магми; тобто «розморожування» кришталевої каші (Mahood, 1990).
Сучасне повторне дослідження магматичної системи Фіш-каньйону, яка була широко вивчена в минулому (Lipman et al., 1970, 1997; Уїтні і Штормер, 1985; Johnson & Rutherford, 1989a; Riciputi et al., 1995), привела до нової моделі своєї петрологічної еволюції. Багатий каталог раніше нерозпізнаних текстурних і геохімічних особливостей, які добре збереглися в нещодавно ідентифікованих нефрагментованих зразках магми Фіш-каньйону дациту піку Пагоса і дациту Нутрас-Крік (Bachmann et al., 2000), служать підставою для висновку, що магматичне тіло Фіш-каньйону було ремобілізовано після об'ємної ін'єкції мафічної магми,  який повторно нагрів і частково переплавив кришталеву кашу верхньої кори майже суцільно батолітичних розмірів. Аналогічні моделі були запропоновані для ігнімбриту Кос (Keller, 1970), системи Лонг-Веллі (Mahood, 1990) і ріолітів південно-західного рову кальдери Валлес (Wolff & Gardner, 1995), а також триваючого виверження пагорбів Суфрієр на Монтсеррат (Murphy et al., 2000; Couch et al., 2001). Той факт, що ці ріолітичні та андезитові виверження, з дуже різними об'ємами, ймовірно, виникли за одним і тим же механізмом, може вказувати на те, що термічне омолодження навколосолідних інтрузій верхньої частини кори незадовго до виверження є досить поширеним процесом у кремнієвих системах. Крім того, ця модель не вимагає тривалого часу перебування у верхній частині кори для переважно розплавлених магматичних тіл.
Вулканічне поле Сан-Хуан, розташоване на східній околиці плато Колорадо на південному заході штату Колорадо, займає площу ∼25 000 км2 із загальним об'ємом ∼40 000 км3 проміжних і кремнієвих вулканічних порід. Вулканічне поле Сан-Хуан є найбільшим ерозійним залишком майже безперервної  магматичної провінції, яка простягалася на більшу частину південних Скелястих гір в середині третинного часу (Steven, 1975). Він лежить на північному краю низки третинних вулканічних полів, що простягаються на південь до Західної Сьєрра-Мадре, на території сучасної  Мексики. Хоча магматична активність у Західній Сьєрра-Мадре, ймовірно, пов'язана з  олігоценовою субдукцією  Тихоокеанської плити під  Північною Америкою, тектонічна обстановка вулканічних полів, розташованих далі на північ, за кілька сотень кілометрів від краю плити, є більш суперечливою.  Дугоподібна геохімічна сигнатура магм Сан-Хуана (наприклад, високо-K кальціально-лужний ряд з високим La/Nb і Ba/La) привела до інтерпретації, що низькокутова субдукція була пов'язана з цією магматичною активністю (Lipman et al., 1972, 1978), але генерація магми з літосферної мантії, раніше модифікованої субдукцією, була запропонована як альтернатива (Davis et al.,  1993).
Третинна активність у вулканічному полі Сан-Хуан почалася з періодом >4 млн років андезитового магматизму (~33·5–29·5 млн. років) у формі великих  стратовулканів, які накопичувалися до товщини 1-2 км по всій площі вулканічного поля. Масштабні  вибухові виверження почалися до 29 млн. років, і принаймні 17 великих кремнієвих попелових листів (100–5000 км 3 ) і відповідних лав після колапсу були вивержені протягом ~3 млн років із трьох вкладених кластерів кальдери на заході, у центрі та на південному південному сході. частина поля (рис. 2 ; Steven & Lipman, 1976 ). Діяльність утворення кальдери почалася на заході та на південному сході кальдерних скупчень, а потім зійшлася в центральній частині поля на ~28·5 млн. років. Магматична система Фіш-Каньйон належить до послідовності з дев’яти основних туфів попелу та пов’язаних з ними лав, що вивергалися протягом ~2,5 млн років (28,5–26 млн років тому) з надзвичайно продуктивного центрального кластера Сан-Хуан, досягаючи швидкості утворення магми > 4000 км 3 /Myr ( Lipman et al. , 1996 ). Андезитова активність переважала між пов’язаними з кальдерою виверженнями, оскільки лави середнього складу та багаті уламками лахарові брекчії перешаровуються з ігнімбритами. Магматизм  Сан-Хуана закінчився міо-пліоценовою бімодальною групою, формацією Гінсдейл, яка була пов’язана з розширенням земної кори рифту Ріо-Гранде.